# Manifesto da Guerrilha do Livre Acesso

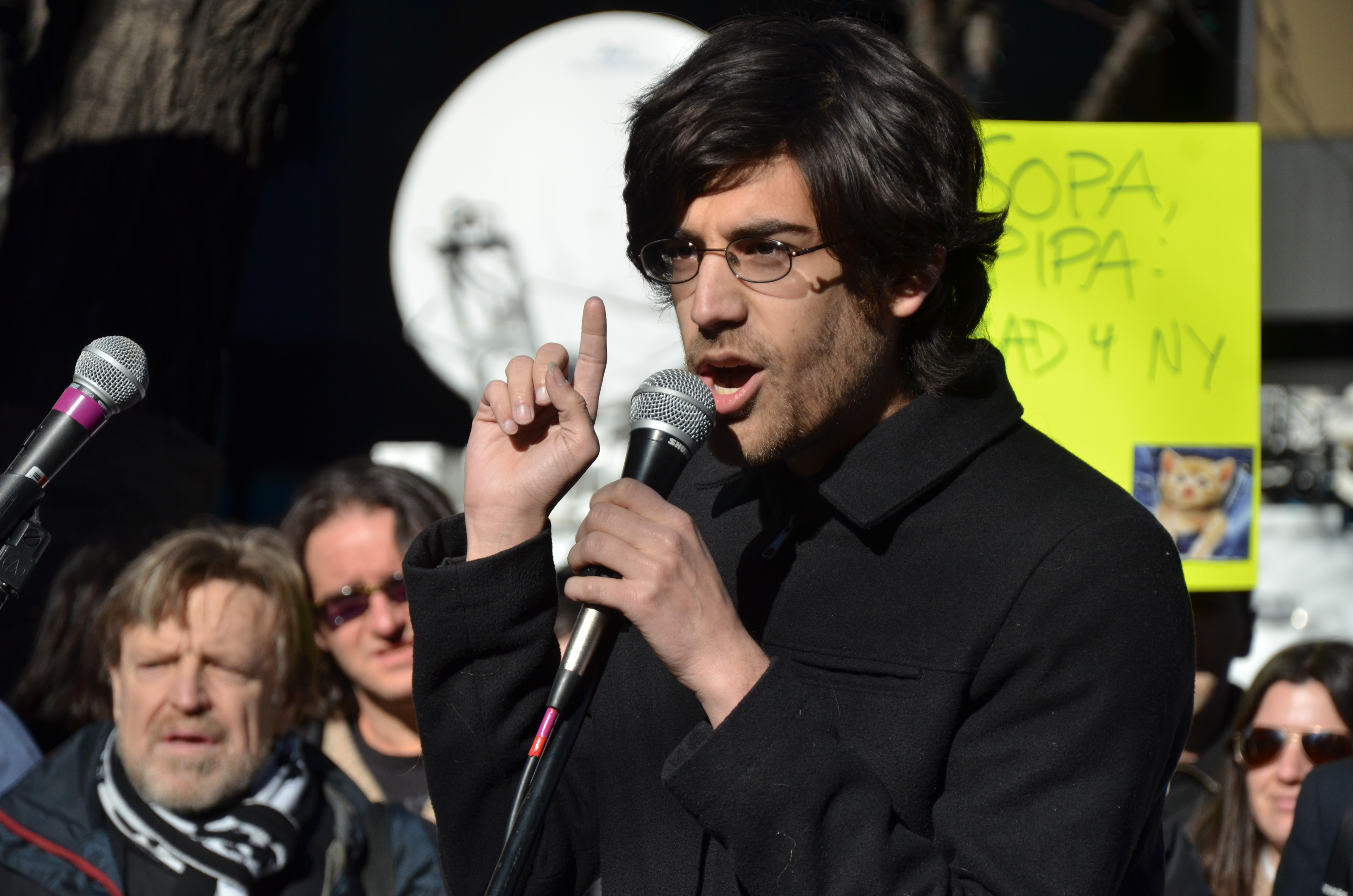
O fundador e diretor do Demand Progress, Aaron Swartz.

O Manifesto da Guerrilha do Livre Acesso (título original: Guerrilla Open Access Manifesto) é um manifesto escrito por Aaron Swartz em julho de 2008 em Eremo, Itália, publicado sobre a licença Creative Commons Public Domain Mark 1.0, por maio da qual librou o documento em Domínio público.
No Manifesto, Swartz apresenta um chamado à liberação e acesso livre dos artigos científicos, ainda que se apresente um conflito com certas leis de Direito autoral.  O manifesto começa com a frase: "Information is power" («Informação é poder») e termina com uma pergunta no estilo de chamado: "Will you join us?" («Você se juntará a nós?»). O principal objetivo de Swartz neste ensaio é de apontar alguns problemas no sistema de publicação acadêmico. Sua mensagem central é de que compartilhar e trocar conhecimento não é imoral, mas uma obrigação: «Mas compartilhar não é imoral – é um imperativo moral».
- Este artigo foi inicialmente traduzido, total ou parcialmente, do artigo da Wikipédia em castelhano cujo título é «Manifiesto por la Guerrilla del Acceso Abierto».